# Сомоса Портокарреро, Анастасио
Анаста́сио Хесус Сомо́са Портокарре́ро (исп. Anastasio Jesús Somoza Portocarrero; 18 декабря 1951, Майами) — никарагуанский военный, член семейного клана Сомоса, внук президента «Анастасио I», сын президента «Анастасио II». Планировался в продолжатели правящей династии. Командовал Национальной гвардией. Обвинялся в многочисленных военных преступлениях, а также в коррупции. Изгнан из Никарагуа Сандинистской революцией, с 1979 года — в эмиграции.

## Полковник-наследник
Родился в правящем семействе Никарагуа. Является старшим из пятерых детей Анастасио Сомосы Дебайле. До 12 лет жил в США. Окончил Гарвардский университет и Военную академию США Вест-Пойнт.
В 1976 году (в 25-летнем возрасте) был назначен начальником Escuela de Entrenamiento Basico de Infanteria — школы начальной подготовки пехоты (инструктором-консультантом был американский ветеран-рейнджер и мастер боевых искусств Майкл Эчанис). В 1978—1979 — командующий Национальной гвардией в звании полковника. Сомоса Портокарреро планировался в качестве «Анастасио III» — наследника Сомосы Гарсиа и Сомосы Дебайле на посту президента Никарагуа.
«Анастасио III» имел прозвище El Chiguin — выражение, которым в Никарагуа называют избалованных детей.

## В войне с сандинистами
Согласно наиболее распространённой версии, именно Анастасио III отдал приказ об убийстве редактора оппозиционной газеты La Prensa Педро Хоакина Чаморро. Это убийство послужило толчком для массовых беспорядков и партизанской войны.
В 1978 году Анастасио Сомоса Портокарреро руководил подавлением сандинистского вооружённого восстания («Операция „Омега“»). Под его командованием были совершены многочисленные военные преступления — убийства гражданских лиц, пытки пленных. При этом, по ряду оценок, он проявил себя довольно компетентным командующим — «Операцию „Омега“» удалось завершить успешно.
В 1979 году новое наступление повстанцев СФНО переросло в победу Сандинистской революции. Анастасио III до конца настаивал на сопротивлении, был уверен в военной победе Национальной гвардии. Однако его отец решил прекратить борьбу. 17 июля 1979 года семейство Сомоса покинуло Никарагуа. Через день отряды СФНО вступили в Манагуа. Анастасио Сомоса Портокарреро через Гватемалу и Францию перебрался в США.

## Обвинения и попытка возвращения
Сандинистское правительство в 1980 году предъявило Сомосе Портокарреро обвинение в организации убийства Педро Хоакина Чаморро. Тогда же был выдан ордер на его арест по обвинению в незаконном присвоении 4 млн долларов бюджетных средств. США отказались экстрадировать Сомосу-младшего в Никарагуа, предоставив ему политическое убежище. (Сомоса-старший в том же году был убит в результате сандинистской спецоперации). В июне 1981 в составе группы из девяти человек Анастасио Сомоса-младший был заочно приговорён к 30 годам лишения свободы.
В движении Контрас Сомоса Портокарреро участия не принимал, от политических заявлений длительное время воздерживался.
Весной 2000 года Сомоса Портокарреро сообщил о своём намерении посетить Никарагуа и, возможно, включиться в политический процесс. В то время у власти в Никарагуа находилась правая Либерально-конституционная партия, связанная с режимом Сомосы-старшего. Однако правительство Арнольдо Алемана заявило о нежелательности такого визита. Лидер же сандинистов Даниэль Ортега предупредил, что Сомоса «сможет приехать, но неизвестно, сможет ли уехать», поскольку «многие хотели бы его убить». Сомоса Портокарреро отменил поездку.
Некоторые члены семьи Сомоса побывали в Никарагуа после 1979 года. Ведутся судебные тяжбы о возвращении конфискованной у них собственности. Однако Анастасио Сомоса Портокарреро не имеет такой возможности — бывший командир Национальной гвардии рассматривается как ответственный за массовое кровопролитие.

## Примирение и самооправдания
Однако в преддверии выборов 2001 Даниэль Ортега призвал никарагуанский народ «простить сомосистов». Анастасио Сомоса Портокарреро высоко оценил этот «государственный жест», выразил готовность заключить Ортегу в «христианские объятия» и фактически призвал никарагуанцев голосовать за лидера СФНО.

Ортега пересмотрел позицию и возглавил новых сандинистов, которые хотят оставить позади прошлые ошибки и идти вперёд, к новому сандинизму и новой Никарагуа... Я бы голосовал за человека, который гарантирует работу, законность, мораль... Я не сандинист, но для мира, прогресса и свободы полезен опыт Ортеги.

Анастасио Сомоса Портокарреро

В начале 2008 года Анастасио Сомоса Портокарреро дал большое интервью никарагуанской газете La Prensa. Он категорически отрицал свою причастность к убийству Чаморро, говорил о своих симпатиях к нему, оправдывал политику своего отца, высказывал уважение к убеждённым сандинистам, резко осуждал сандинистский режим за нарушения прав человека и экономический развал, американцев — за «предательство Сомосы», утверждал, будто никогда не стрелял в людей, описывал трудности своего материального положения, приносил извинения родным погибших в 1978—1979 годах.

## Частная жизнь
Анастасио Сомоса Портокарреро имеет американское гражданство, занимается бизнесом в Гватемале. Был женат на гражданке Сальвадора Марисе Селасо Оберхольцер. Впоследствии брак был расторгнут. Имеет троих детей.